# جيفيرسون دا كوستا سيلفا
جيفيرسون دا كوستا سيلفا هو لاعب كرة قدم برازيلي في مركز الوسط، ولد في 3 مايو 1990 في نوفا إيغواسو في البرازيل. لعب مع نادي فاسكو دا غاما.